# Дієцезія Гертогенбос
Дієцезія Гертогенбос (лат. Dioecesis Buscoducensis) — дієцезія римо-католицької церкви в Нідерландах. Розташована у південно-східній частині країни. Кафедра єпископа і кафедральний собор святого Йоана знаходиться в місті Гертогенбос.
Заснована 12 травня 1559 року папою римським Павлом IV, що видав булу «Super Universas». Дієцезія була утворена шляхом виділення з Лєзької дієцезії. У 1629 році після Нідерландської революції діяльність Римо-Католицької церкви в Нідерландах була заборонена, тому єпископ дієцезії Хертогенбос був змушений покинути місто. Дієцезія Хертогенбос управлялася апостольським адміністратором. У 1848 році Конституція Нідерландів гарантувала свободу віросповідання. 4 березня 1853 дієцезія Гертогенбос була відновлена.
Станом на 2007 рік дієцезія охоплює територію 3 826 км², налічує 298 парафій, згруповані у 21 деканат та понад мільйон вірних.